# 超级马力欧兄弟
《超级马力欧兄弟》（中国大陆又译作，香港又译作）是任天堂于1985年發售的横版过关游戏，是電子遊戲領域的代表作之一，其遊玩模式、配樂及2D設計風格世界聞名。
作为1983年游戏《马力欧兄弟》的续作在红白机上推出。在游戏《超级马力欧兄弟》中，玩家控制马力欧从庫巴手上设法营救碧奇公主。马力欧的弟弟路易吉只能在游戏的多人模式中作为第二玩家加入，其角色情节与马力欧完全相同。而自本作發展出的多款動作平台遊戲系列，官方稱之為《超級瑪利歐系列》。
紅白機版本的《超级马力欧兄弟》在全球的銷量達4024万份，曾經是系列最暢銷的遊戲（2021年底被任天堂Switch平台於2017年發行的《瑪利歐賽車8 豪華版》打破）。游戏很大程度上奠定了红白机的初步成功，同时也结束了1983年美国游戏业大萧条后长达两年的游戏销售低迷。作为宫本茂和手塚卓志早期最具影响力的成功之作，游戏也激发了众多模仿作、续作和衍生作品的推出。由近藤浩治创作的游戏主题曲也一直被视为全体游戏音乐的代表作，并在全世界广受公认，即便从未玩过该游戏的人们也对其耳熟能详。
《超级马力欧兄弟》的成功也使其被移植到了任天堂的每款游戏机上，此外还有由Hudson Soft開發並發行於PC-8801和X1版本的《超级马力欧兄弟 特别版》等。2010年下半年，为庆祝游戏发行25周年，任天堂在全世界范围推出超級马力欧主题色红色的限定款Wii和任天堂DSi XL，并同捆了马力欧相关游戏。

## 玩法

第1-1关游戏截图，主角因吃过蘑菇而变大

第8-4关马力欧与库巴决战。由于图中主角是最初未变身的状态，触碰火焰、锤子或库巴之后会直接死亡，只能设法绕开库巴并触碰右侧的斧头才能通关。

玩家需要控制游戏系列的主角马力欧；双人游戏中，第二玩家控制路易吉。游戏的目标在于游历蘑菇王国，并从大反派庫巴的魔掌裡救回碧姬公主。马力欧可以在游戏世界收集散落各处的金币，或者敲击特殊的砖块，获得其中的金币或特殊道具。其他“秘密砖块”（通常为隐藏）还可能藏有更多的金币或某些稀有道具。如果玩家获得了超級蘑菇，马力欧会变大一倍，并能多承受一次敌人或障碍的伤害，还能将头顶上的砖块击碎。
玩家有一定数量的生命數，也可以通过拾取绿色的“1UP蘑菇”、收集100个金币、連續踩一定數量的敵人或用龟壳击倒一排敌人增加生命，马力欧受到伤害、坠入悬崖或者时间用完就会失去一条生命，一旦所有生命耗尽游戏便会结束。马力欧主要通过踩到敌人头上进行攻击，不同的敌人会有不同的反应。例如，栗寶寶会被踩扁而亡，而慢慢龜则会暂时缩回龟壳，马力欧可以将其踢开。龟壳撞到墙便会弹回，可以借此击倒敌人，但也可能伤到马力欧自己。打倒敌人的另一个方法是使用“火之花”，马力欧拾取到该道具后会变色（若之前没有使用超級蘑菇则只会变大，之後的版本改成直接變身），并能投出火焰球。“无敌星”是较为少见的道具，经常出现于隐藏砖块中，可以使马力欧短时间内無敵。游戏包含八大世界，每个世界下皆包括4個關卡。此外，游戏内还有一些秘密区域，大部分秘密区含有更多的金币供马力欧收集，而其他则藏有可以跳关的管道，更有難度提升的二周目。

## 开发

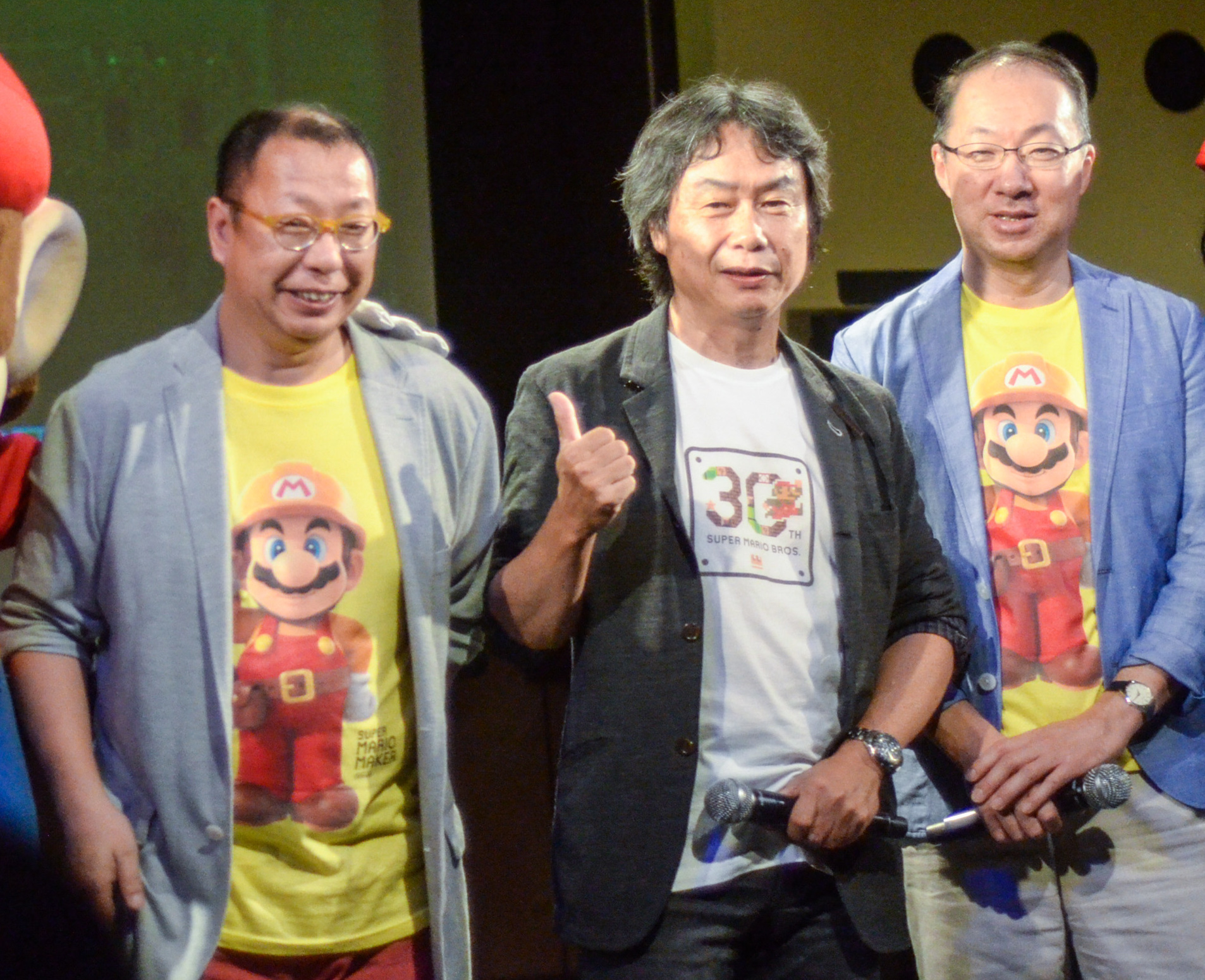
从左至右为设计师手塚卓志、宫本茂和作曲家近藤浩治（攝於2015年）

《超级马力欧兄弟》是街机游戏《瑪利歐兄弟》的续作，本作是为因应FC磁碟機的上市準備，而为红白机开发的集大成和收官之作，并借以进一步开展任天堂的“竞技游戏”工作。设计师宫本茂最初想将本作设计为操作方式完全不同的射击游戏，子弹的设定成为了后来的火之花。由于卡带容量限制，游戏的设计宗旨在于将事物单纯化：游戏十分注重突出“跳跃”这一能力，所有动作均与其相关，因此宫本茂决定单独拿出一个键位实现跳跃動作。在前作《马力欧兄弟》中，马力欧若不先顶翻乌龟，直接踩在上面会受伤，后来开发者认为这不合常理，因此在《超级马力欧兄弟》将其修改为了击倒乌龟的方式。宫本茂原本希望游戏角色保持比较小的体型，以符合游戏的童话氛围，但实际游戏时发现这会造成场景视觉障碍，因此才设计出了经典的蘑菇道具。之所以选择蘑菇，是受了人们进入森林吃下魔法菇的童话影响，游戏世界“蘑菇王国”也因此得名。初期的关卡设计主要注重向玩家展示蘑菇和酷栗宝的不同，以帮助玩家过关，因此按照设计，世界1-1的第一个蘑菇一旦出现就很难避开。“連續1UP”的秘技是设计者刻意为之的，但他们并没有料到玩家们能够如此熟练地掌握这一技巧。
宮本茂表示可以撞出多重金幣的磚塊和马力欧可以在天花板上走路，原本是程式設計的錯誤，後來刻意設計成「秘計」。而「跳負關」（Minus World）則是遊戲上市後才發現的錯誤。

### 音乐
近藤浩治为《超级马力欧兄弟》创作了共六首乐曲，其中最负盛名的当属《超级马力欧兄弟主题曲》（官方稱為“地上BGM”）。当剩餘時間到了99时，游戏音乐的节奏会加快。

### 负关问题
负关问题是《超级马力欧兄弟》的一个小漏洞。游戏中，穿过世界1-2关尾的实体墙，就有可能进入“世界 -1”。磁碟机版游戏含有三个负关。世界“ -1”与世界1-3相似，但却是水下环境，关卡裡有库巴、鐵鎚兄弟和很多的碧奇公主。世界“ -2”与世界7-3完全相同。世界“ -3”类似4-4，但是没有库巴和熔岩，只有魷魷和水。通过这三关后玩家便会回到标题画面。卡带版的负关则与世界2-2和世界7-2一致，但进入关底的水管后，玩家又会回到关卡开头。这一问题在《超级马力欧合集》和《超级马力欧兄弟豪华版》中得以修复。
虽然该关在游戏界面上显示为“ -1”（注意前导空格），但实际上是世界36-1，游戏误将标题“#36”以空格的形式显示在连字符左侧。

## 复刻版本
作为任天堂最受欢迎的游戏之一，《超级马力欧兄弟》已再发行和复刻了许多次，从FC原版发售不久便推出的的街机版，到Wii及Wii U的Virtual Console下载版，可谓不胜枚举。

### 移植和再发行
《超级马力欧兄弟》自其FC原版推出之后，已經被移植了多次。任天堂曾在Game & Watch系列液晶掌机平台发售过一款名为“超级马力欧兄弟”的横版平台游戏，这是款全新的游戏，所有关卡均与FC原版不同。《超级马力欧兄弟》在日本也被移植到了FC磁碟機上，这一版本同样存在负关。该游戏也曾作为 FC 游戏合集卡带的一部分推出（例如超级马力欧兄弟+打鸭子和超级马力欧兄弟+打鸭子+世界田径运动会等）。
2004年2月14日，任天堂发行了Game Boy Advance版《FC迷你01 超级马力欧兄弟》，由于是FC的完全移植版，游戏同样遗留了原FC版存在的漏洞。IGN认为该作“与Game Boy Color版（《超级马力欧兄弟 豪华版》）相比，未能完全提供玩家原有的乐趣”，给予其8.0/10分。游戏成为2004年下半年FC迷你系列最为畅销的一作。2005年9月13日，任天堂为纪念超级马力欧兄弟诞生20周年，再度发行该作GBA特别版，共售出876,000套。
《超级马力欧兄弟》也是任天堂GameCube 游戏《動物森友會》中收录的19个FC游戏之一，但唯一已知的解锁该游戏的方式只能是使用游戏修改设备，例如GameShark或金手指。由于这是FC的原版ROM，因此游戏漏洞也都被悉数保留。
本作分别于2006年12月2日在日本、2006年12月25日在北美、2007年1月5日在欧洲和澳大利亚開始在Wii的Virtual Console中出售，与先前其他FC移植游戏一样售价500点。该移植版与FC原版如出一辙，包括负关问题在内的各漏洞同样存在其中。2008年发售的Wii游戏《任天堂明星大乱鬥 X》和2014年发售的Wii U游戏《任天堂明星大乱鬥Wii U》也收录了《超级马力欧兄弟》体验版。
《超级马力欧兄弟》还移植至任天堂3DS，并加入摄像头支持、3D显示功能。在E3 2010游戏展上，任天堂展出了称为“经典游戏”的技术演示视频，其中包括该作在内的一系列红白机和超级任天堂游戏都有登陆switch。

### VS. 超级马力欧兄弟
1986年推出的《VS. 超级马力欧兄弟》基本是个独立的游戏。游戏对应任天堂基于FC的街机平台——任天堂VS.系统，玩法与《超级马力欧兄弟》相同。但游戏的关卡与原版不尽相同，早期关卡只有细微差别，例如删除了1UP蘑菇和其他隐藏道具，平台更窄，敌人更危险等，而后期的关卡则完全不同了。这些差异使得《VS. 超级马力欧兄弟》与原版《超级马力欧兄弟》相比难度大增。游戏中更换了的关卡很多后来重新出现在了日版《超级马力欧兄弟2》中。本作是任天堂在日本發行最後一款街機遊戲。

### 通宵日本超级马力欧兄弟
《通宵日本超级马力欧兄弟》（俗称“超级马力欧兄弟黑夜版”）是为纪念1987年日本知名广播节目《通宵日本》（オールナイトニッポン）播送20周年，于1986年12月限定生产的《超级马力欧兄弟》纪念版，由日本放送在日本发售。游戏采用了日版《超級瑪利歐兄弟2》的图形元素，并加入了很多《通宵日本》的内容，例如采用黑夜作为背景以切合节目主题，各世界第4关的奇诺比奥也换成了当时节目主持人的样貌。
《通宵日本超级马力欧兄弟》并不是单纯的《超级马力欧兄弟》画面修改版，其中同时收录了《超级马力欧兄弟》和日版《超级马力欧兄弟2》的关卡变体。

### 超级马力欧兄弟 特别版
《超级马力欧兄弟 特别版》是由 Hudson Soft 于 1986 年在日本发行的电脑游戏，对应NEC PC-8801和夏普X1平台。游戏玩法和画面均与原版类似，并修改了部分关卡，追加了新的道具和角色，包括《马力欧兄弟》和《大金刚》中的敌人。但是由于硬件机能限制，游戏画面滚动方式做了调整。本作是Hudson Soft最后一款为任天堂開發並發行的家用電腦遊戲。. 
本作由于操作性较差，因而具有很大难度。NEC版本的计时器速度较快，而夏普 X1版的游戏速度则与原版更为接近。此外，这两个版本均没有路易吉或双人模式。

### 超級瑪利歐收藏輯
《超級瑪利歐收藏輯》（旧译，欧美称“超级马力欧全明星”）是任天堂为纪念红白机发售10周年，于1993年推出的超级任天堂合集游戏，收录了FC平台上的所有超级马力欧系列游戏（《超級瑪利歐兄弟》、《超級瑪利歐兄弟2》、《超級瑪利歐兄弟USA》及《超級瑪利歐兄弟3》）。其中《超級瑪利歐兄弟》的画质和音质均提升至了超任的16位平台水平，并对碰撞力学做了细微调整。本作允许第二玩家在每关关底将游戏角色在瑪利歐或路易吉之間切换，而不像原版只能在马力欧死后第二玩家才能开始游戏。新版本还加入了存档功能，并修复了FC原版中的一些漏洞。
2010年，为纪念《超级马力欧兄弟》发售25周年，任天堂推出了该作的Wii移植版。

### 超级马力欧兄弟 豪华版
《超级马力欧兄弟 豪华版》是 1999 年发售的 Game Boy Color 游戏。游戏新增了世界地图、双人同时游戏功能（在VS Game模式中）、挑战模式（玩家在过关时还需找到隐藏道具，并达到指定得分），并追加了基于《超級瑪利歐兄弟2》的 8 个世界，作为待解锁的“For Super Players”区域。但本作除了奇諾比奧、碧姬公主、水面和熔岩有了動畫效果外，畫質較原版並沒有任何提升。球蓋姆投擲刺刺蛋、泡泡魚跳出時和瑪利歐兄弟使用跳台有了音效，1985年世界4-4、世界7-4和1986年世界3-4、世界6-4、世界8-4的城堡新增了正確及錯誤路線音效，原始FC版是沒有上述效果。而且由于 Game Boy Color 的屏幕分辨率比 FC 小，玩家的可视距离也随之减少。为弥补这一问题，玩家可以按上下键查看前后方，按下“选择”键则可以让游戏角色居中或居左显示。玩家在地图画面可以按“选择”键切换马力欧和路易吉。该作路易的外观从原本的白褂绿衫换成了绿褂棕衫，火焰路易吉则采用了在 FC 原版中的装束，以与马力欧的配色相对应。
本作获得了媒体和玩家的一致好评。GameSpot 评予游戏9.9分，称赞其为Game Boy Color的杀手级应用（这也是当时该游戏系列最高分，直到 Wii 平台的《超级马力欧银河2》以满分超越）。IGN 更为慷慨，直接给出10/10满分。《超级马力欧兄弟豪华版》也在 GameRankings 上获得92%的累计评分。这要部分归功于其高质量的移植水平，尤其是追加了《超级马力欧兄弟 2》的内容。游戏市场反应良好，仅美国市场即售出 280 万套。

## 评价和影响
| 媒体     | 得分           |
| -------- | -------------- |
| AllGame  | NES:           |
| GameSpot | Wii VC: 8.3/10 |

《超级马力欧兄弟》进一步推广了卷轴游戏类型，并衍生出了系列众多基于同样基本理念的续作。原版游戏售出了4024万套，曾稳居马力欧系列游戏的销量榜首超過30年，直至2021年底被《瑪利歐賽車8 豪华版》以4335萬套打破。不过开发者宫本茂回顾称，自己原本预估只能售出150万套，能在全世界卖出数千万套“完全是运气”。从其庞大的角色阵容到丰富的关卡设定，游戏几乎每个方面都曾备受称赞。游戏最受好评的一点是其精准的控制，玩家能够决定马力欧或路易吉跳得多高、多远或跑得多快。《Nintendo Power》将其列为FC最佳游戏第4名，称其开启了电子游戏的现世代，是“宫本茂的杰作”。游戏在《电子游戏月刊》的“史上最伟大的200游戏”榜单上拔得头筹，并于2005年和2007年两度入选IGN史上游戏百强。ScrewAttack认为该作是史上第二出色的马力欧游戏。2009年，《Game Informer》将《超级马力欧兄弟》列为“史上游戏200强”第二名，仅次于《塞尔达传说》，表示其“仍是精心设计和有趣玩法游戏的纪念碑”。
该作引起了空前的社会现象，被视为对推广红白机游戏，乃至家用机游戏认知度贡献最大的游戏。游戏同样也对众多游戏从业者产生了巨大影响。小岛秀夫在《超级马力欧兄弟》25周年时，盛赞其“不仅改变了游戏，也改变了所有娱乐产业的未来”，并称正是该作将其引入了游戏设计师之路。当时任职于史克威尔的坂口博信表示，《超级马力欧兄弟》令其认识到了数据构造和图形画面紧密结合的游戏的深奥所在。时属世嘉的中裕司透露自己曾彻底研究过该作，并对游戏完成度之高感到惊讶不已，其对抗作世嘉《音速小子》由此而生。其他诸如稻船敬二、名越稔洋、三上真司、日野晃博等制作人也都曾对该作的影响力和完成度大为赞赏。